# Pont Long Biên
Le pont Long Biên (en vietnamien Cầu Long Biên), appelé anciennement pont Paul-Doumer, est un pont du nord du Viêt Nam permettant de franchir le fleuve Rouge dans le district de Long Bien, à Hanoï.

## Description

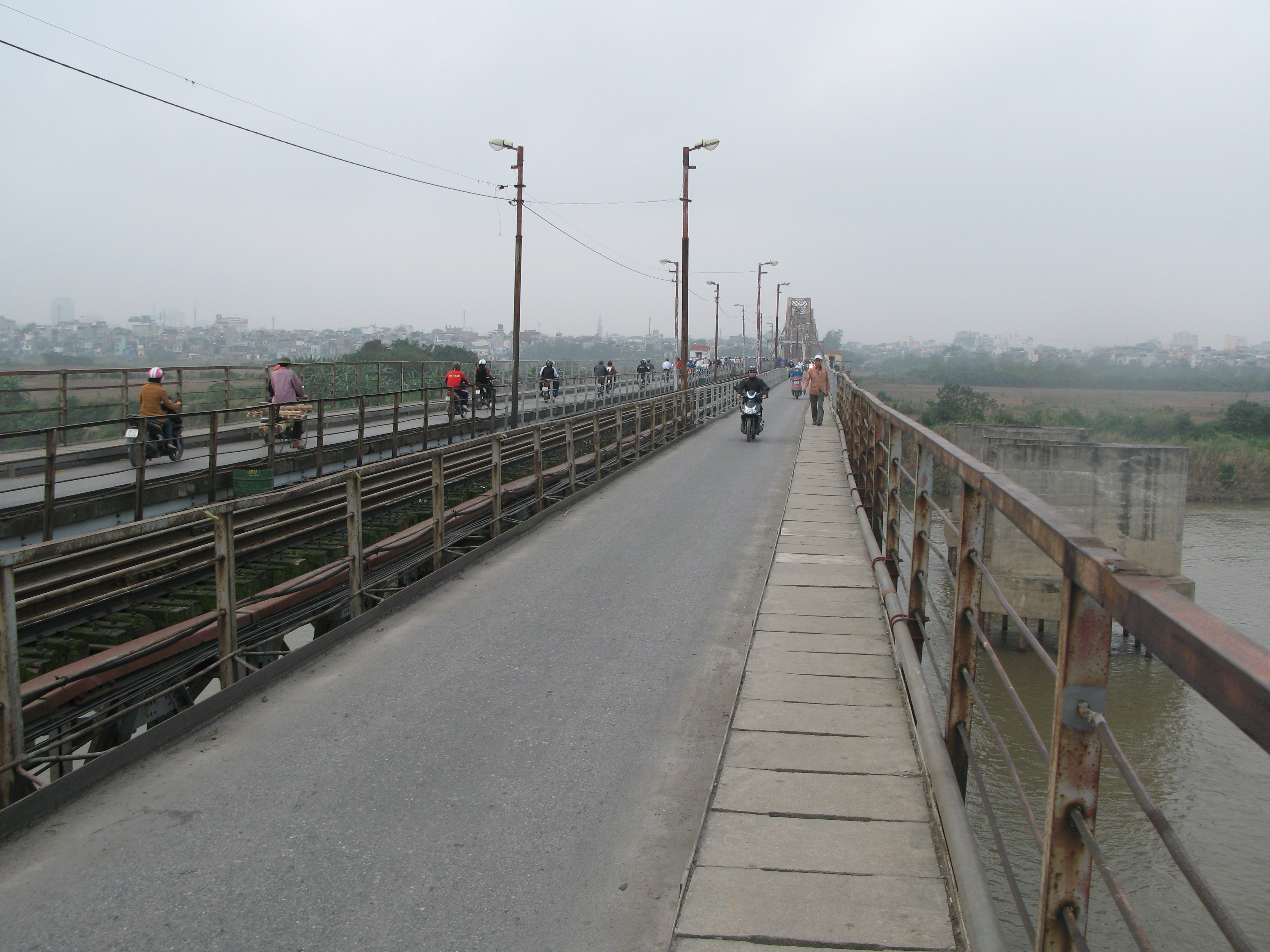
Vue du pont en février 2010.

Le pont permet à la ligne de chemin de fer Nord-Sud venant de Hô Chi Minh-Ville de franchir le fleuve Rouge après la gare de Hanoï et de continuer sur la rive gauche du fleuve vers Lào Cai, pour ensuite se diriger vers le Yunnan en Chine.
Il s'agit d'un pont à poutres en porte-à-faux d'une longueur totale de 1 682 m, d'une hauteur de 13,5 m et d'une profondeur de 30 m. En son milieu, il repose sur la pointe aval de l’île Phu Xua. Ce pont est caractérisé par ses dix-neuf travées basées sur des poutres en porte-à-faux et par les deux passages piétons de chaque côté de la voie ferrée centrale.

## Histoire

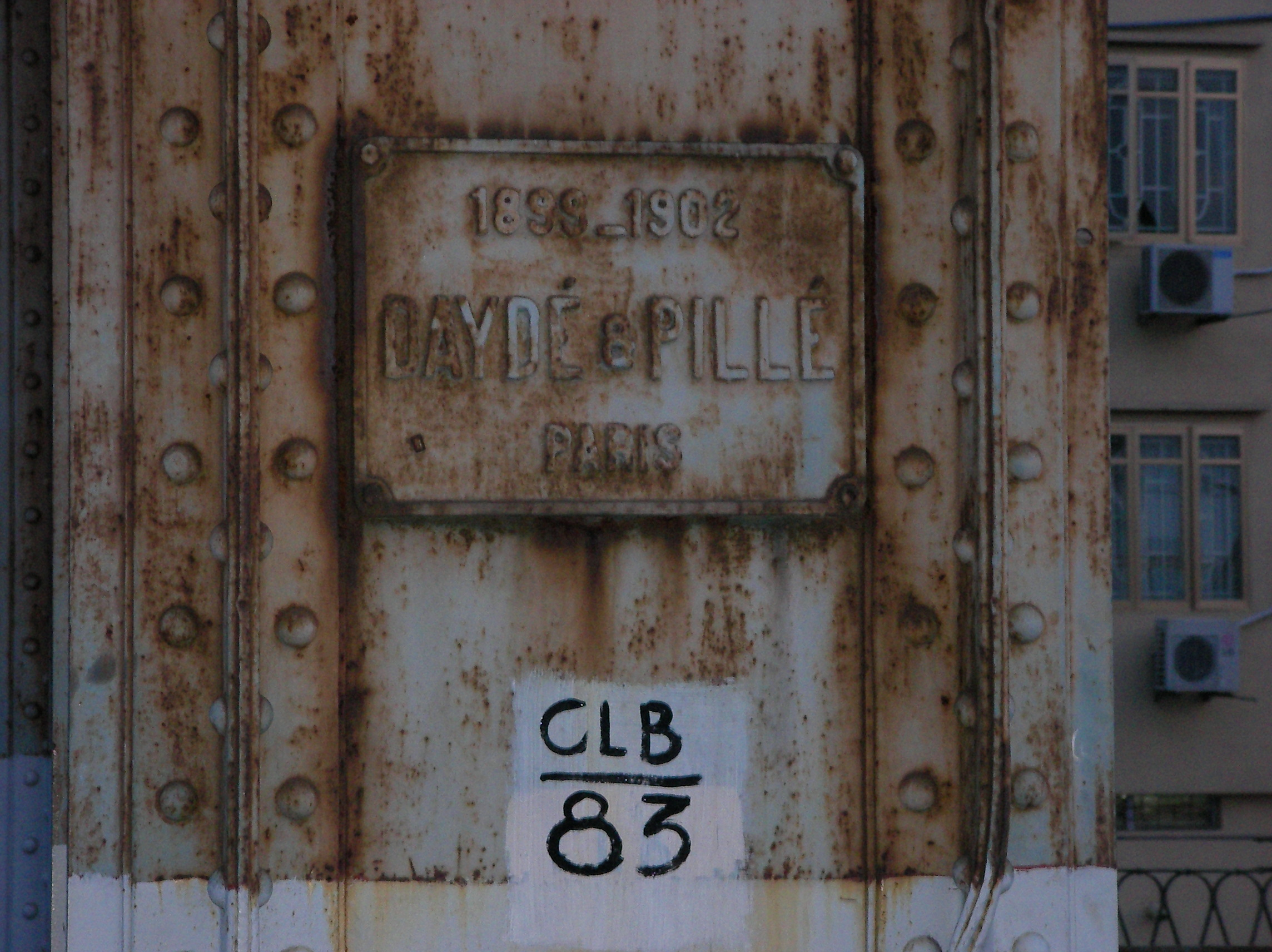
Le nom du constructeur sur une poutre.

Il est construit à l'époque de l'Indochine française par l'entreprise Daydé & Pillé, pour un montant de 10,5 millions de francs de l'époque. Les travaux, lancés en 1898, sont achevés le 28 février 1902.
Le pont est inauguré le 28 février 1903 par l'ancien gouverneur général Paul Doumer et par son successeur, Paul Beau, en présence du roi Thành Thái et devant une foule nombreuse. Il est alors le premier pont en acier à franchir le fleuve Rouge. La rapidité de cette construction est exceptionnelle vu l'éloignement géographique de la France et la faiblesse de la sidérurgie locale de l'époque. Ce fut donc une véritable prouesse logistique. Il était alors l’un des quatre plus longs ponts du monde et le plus marquant en Extrême-Orient, un grand symbole de la révolution industrielle exportée en Asie.
Dans ses souvenirs, Paul Doumer écrit à propos de la construction du pont : « Il est l'œuvre des ingénieurs, des contremaîtres et chefs ouvriers français et de la main d'œuvre annamite. Il fait honneur à celle ci comme à ceux là. C'est en effet avec des ouvriers asiatiques, annamites secondés par quelques Chinois que toute la maçonnerie du pont a été faite et que le pont d'acier lui même a été monté. ».
À cette époque, il est seulement accessible aux vélos, aux trains et aux piétons. La voie routière, ajoutée en 1923, n’est plus en usage de nos jours.
Il fait partie des très nombreuses structures métalliques construites dans le style Eiffel, que l'on retrouve aussi à Đà Lạt. De nos jours, les traces de l’année de la construction et des noms des créateurs sont encore visibles sur la butée du pont.
Un certain manque d'entretien et surtout les intenses bombardements qu'il subit des États-Unis lors de la guerre du Viêt Nam, à partir de 1967, mettent à mal sa structure,. Des piles sont ajoutées pour le consolider.
Les Hanoïens y restent très attachés, et il constitue un lieu de mémoire des couples qui y inscrivent leurs noms.

### Noms
Le pont porte plusieurs noms successifs. Il est tout d'abord appelé « pont Paul-Doumer », du nom du gouverneur général de l'Indochine, Paul Doumer, grand promoteur des transports ferroviaires, puis porte ensuite le nom de « pont du fleuve Cái » par les Vietnamiens. Le maire de Hanoï, sous le régime pro-japonais, pendant la Seconde Guerre mondiale, décide de le nommer « pont Long Biên », nom qui est toujours le sien aujourd'hui. Long Biên est le nom du quartier périphérique de Hanoï sur la rive gauche du fleuve Rouge où se trouve le pont.